# Конькобежный спорт на зимних Олимпийских играх 1928
Соревнования по конькобежному спорту на зимних Олимпийских играх 1928 года проводились 13-14 февраля в Санкт-Морице. Планировалось разыграть 4 комплекта медалей на дистанциях 500 м, 1500 м, 5000 м и 10000 м среди мужчин, но на дистанции 10000 м соревнования были прекращены после пятого забега из-за таяния льда и медали не вручались. Соревнования в многоборье, которые проводились на Олимпиаде 1924 года, были удалены из программы Игр 1928 года.

## Призёры
На дистанции 500 м два спортсмена показали одинаковый лучший результат и получили золотые медали, серебряной медалью не награждали, а трое конькобежцев показавших второй результат получили бронзовые медали.
| Дистанция | Золото                     | Серебро        | Бронза                                 |
| --------- | -------------------------- | -------------- | -------------------------------------- |
| 500 м     | Клас Тунберг Бернт Эвенсен | —              | Джон Фаррел Роальд Ларсен Яакко Фриман |
| 1500 м    | Клас Тунберг               | Бернт Эвенсен  | Ивар Баллангруд                        |
| 5000 м    | Ивар Баллангруд            | Юлиус Скутнабб | Бернт Эвенсен                          |

## Участники
Приняли участие 40 конькобежецев из 14 стран.
- Австрия (3)
- Канада (3)
- Эстония (2)
- Финляндия (6)
- Франция (2)
- Великобритания (3)
- Германия (3)
- Венгрия (1)
- Латвия (1)
- Литва (1)
- Нидерланды (2)
- Норвегия (8)
- Швеция (1)
- США (4)

### Медальный зачёт
| Место | Страна    | Золото | Серебро | Бронза | Всего |
| ----- | --------- | ------ | ------- | ------ | ----- |
| 1     | Норвегия  | 2      | 1       | 3      | 6     |
| 2     | Финляндия | 2      | 1       | 1      | 4     |
| 3     | США       | 0      | 0       | 1      | 1     |